# Sant’Angelo di Piove di Sacco
Sant’Angelo di Piove di Sacco – miejscowość i gmina we Włoszech, w regionie Wenecja Euganejska, w prowincji Padwa.
Według danych na rok 2004 gminę zamieszkiwało 6665 osób, 512,7 os./km².